# Kiên Giang
Kiên Giang ist eine Provinz von Vietnam. Sie liegt im Südwesten des Landes und grenzt im Nordwesten an Kambodscha.

## Bezirke
Kiên Giang gliedert sich 15 Bezirke, darunter die Provinzstädte (thành phố trực thuộc tỉnh) Rach Gia (Provinzhauptstadt) und Hà Tiên sowie 13 Landkreise (huyện):
- An Biên
- An Minh
- Châu Thành
- Giang Thành
- Giồng Riềng
- Gò Quao
- Hòn Đất
- Kiên Hải
- Kiên Lương
- Phú Quốc (Insel, zum Landkreis gehören auch die Thổ-Chu-Inseln)
- Tân Hiệp
- Vĩnh Thuận
- U Minh Thượng